# Frans Pourbus den yngre
Frans Pourbus den yngre, född 1569 i Antwerpen, död 19 februari 1622 i Paris, var en flamländsk konstnär. Han var son till Frans Pourbus den äldre.
Frans Pourbus blev mästare i Antwerpen 1591, hovmålare hos hertigen av Mantua Vincenzo I Gonzaga, från 1610 var han verksam i Paris som Maria av Medicis hovmålare. Mindre betydande på det historiska och religiösa måleriets område, hörde Pourbus till tidens mest eftersökta och framstående porträttmålare. Hans porträtt var kultiverat och elegant utförda men förefaller ibland ytliga. Pourbus är representerad på de flesta större konstmuseer, på Nationalmuseum finns ett porträtt av Anna av Tyrolen.

## Verk i urval

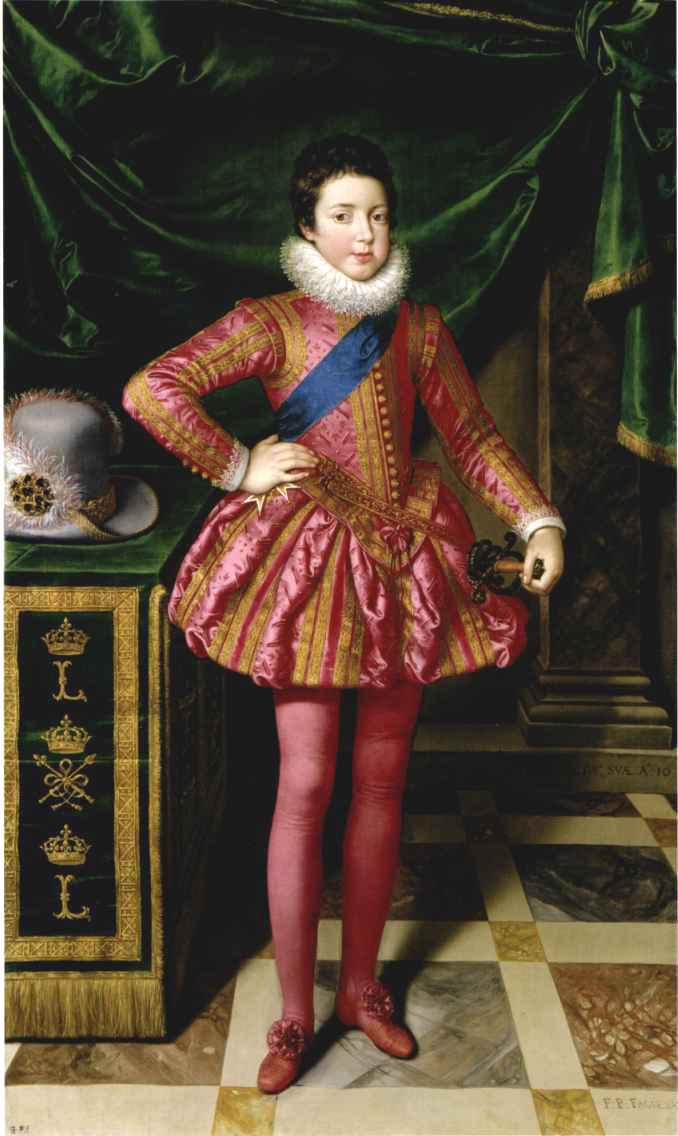
Ludvig XIII av Frankrike
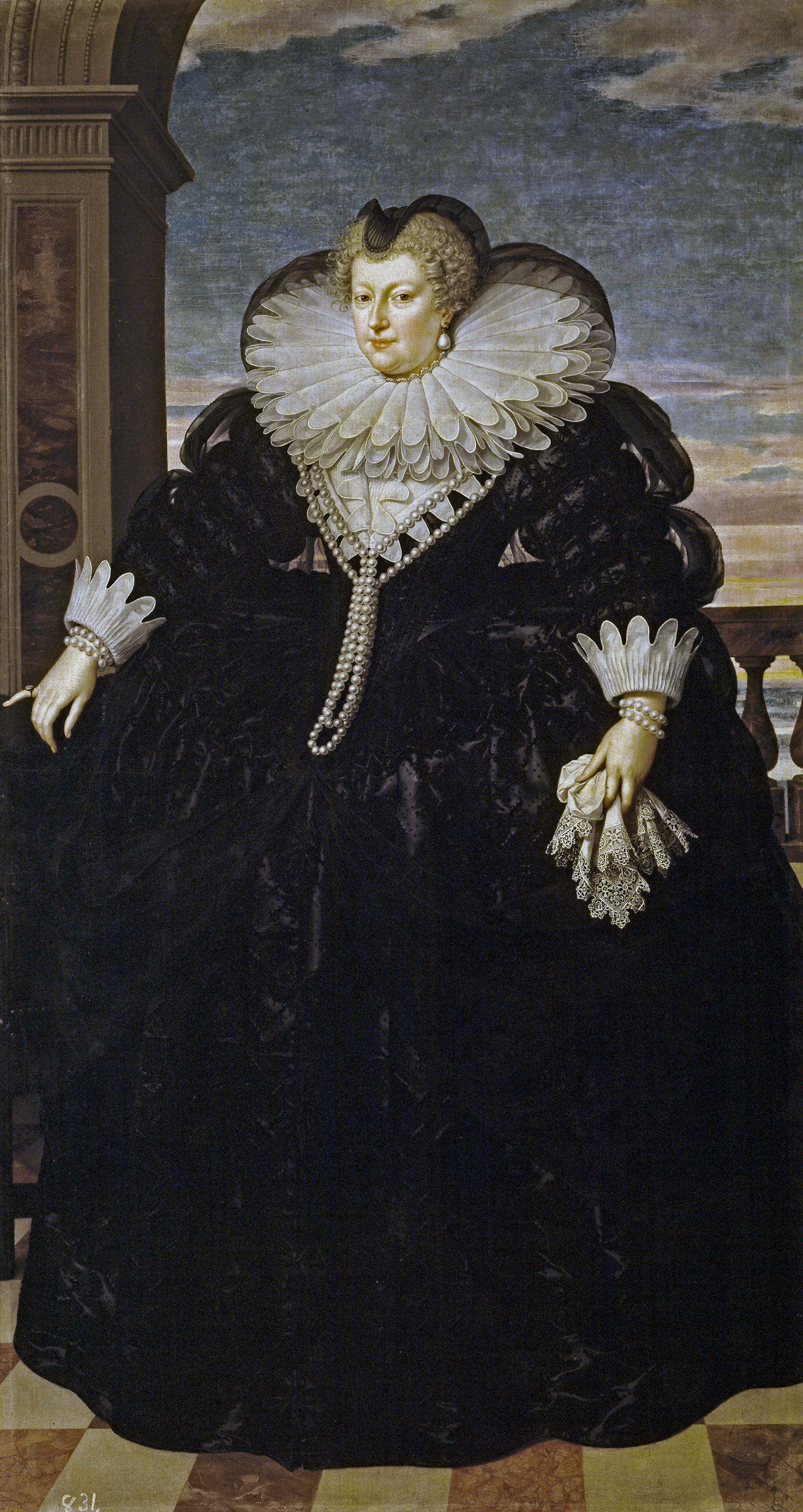
Marie de' Medici
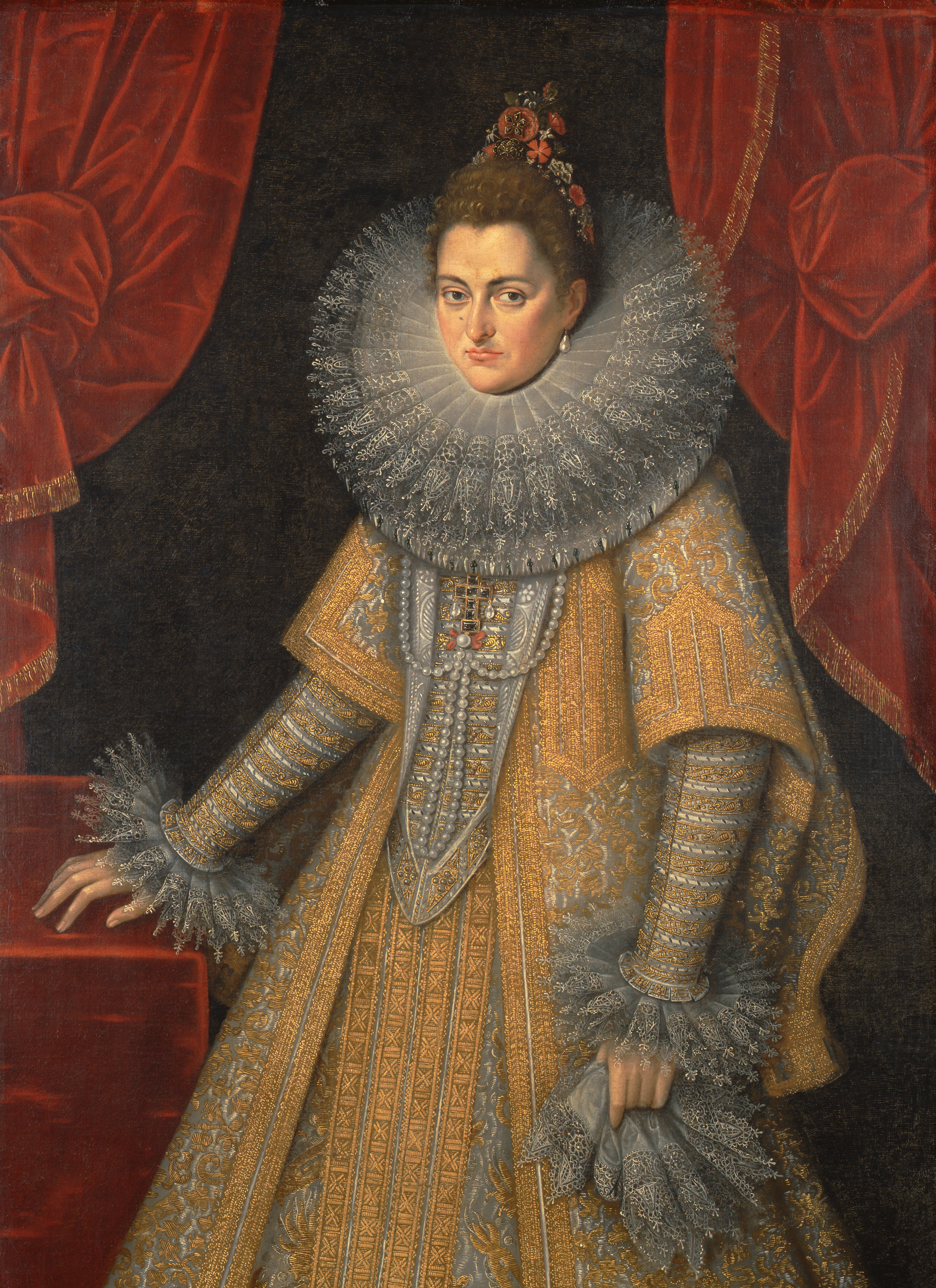
Isabella Clara Eugenia